# Клаус-Гельмут Беккер
Клаус-Гельмут Беккер (нім. Klaus-Helmuth Becker; 17 березня 1918, Геттінген — 2 квітня 1944, Норвезьке море) — німецький офіцер-підводник, капітан-лейтенант крігсмаріне.

## Біографія
15 вересня 1936 року вступив на флот. З грудня 1938 року служив на легкому крейсері «Кельн». З квітня 1940 року — 1-й вахтовий офіцер в 1-й флотилії мінних тральщиків. З червня 1940 року — командир корабля і групи в 36-й флотилії мінних тральщиків.  З листопада 1940 року — офіцер зв'язку в 4-й дивізії охорони. З березня 1941 року — командир корабля в 2-й флотилії мінних тральщиків. З жовтня 1941 по квітень 1942 року пройшов курс підводника. З травня 1942 року — 1-й вахтовий офіцер на підводному човні U-586. З грудня 1942 по січень 1943 року пройшов курс командира човна. З 20 січня 1943 року — командир U-235, з 20 травня 1943 року — U-360, на якому здійснив 5 років (разом 131 день в морі). 2 квітня 1944 року U-360 був потоплений в Норвезькому морі південно-західніше Ведмежого острова (73°28′ пн. ш. 14°04′ сх. д.) глибинними бомбами британського есмінця «Кеппель». Всі 51 члени екіпажу загинули.
Всього за час бойових дій пошкодив 2 кораблі загальною водотоннажністю 8693 тонни.
| Дата          | Назва корабля      | Тип               | Тоннаж | Вантаж                                                                         | Екіпаж | Загинули | Країна             | Конвой |
| ------------- | ------------------ | ----------------- | ------ | ------------------------------------------------------------------------------ | ------ | -------- | ------------------ | ------ |
| 25 січня 1944 | HMS Obdurate (G39) | Есмінець          | 1,540  |                                                                                | ?      | 0        | Британська імперія | JW-56A |
| 26 січня 1944 | Fort Bellingham    | Торговий пароплав | 7,153  | 4900о тонн генеральних вантажів і військових товарів, включаючи 5 тонн кордиту | 75     | ?        | Британська імперія | JW-56A |

## Звання
- Морський кадет (10 вересня 1936)
- Кандидат в офіцери (15 вересня 1936)
- Фенріх-цур-зее (1 травня 1937)
- Оберфенріх-цур-зее (1 липня 1938)
- Лейтенант-цур-зее (1 жовтня 1938)
- Оберлейтенант-цур-зее (1 жовтня 1940)
- Капітан-лейтенант (1 липня 1943)

## Нагороди
- Залізний хрест
  - 2-го класу (20 квітня 1940)
  - 1-го класу (1941)
- Нагрудний знак мінних тральщиків (жовтень 1940)
- Нагрудний знак флоту (20 січня 1942)
- Нагрудний знак підводника (5 листопада 1942)